# Al marido hay que seguirlo
 Al marido hay que seguirlo  es una película en blanco y negro de Argentina dirigida por Augusto César Vatteone sobre el guion de César Tiempo según la comedia de Arnaldo Malfatti y Tito Insausti que se estrenó el 14 de septiembre de 1948 y que tuvo como protagonistas a Mapy Cortés, Pedro Quartucci, Francisco Álvarez, Ivonne De Lys y Alberto Terrones. La obra se basó en una obra teatral que había sido interpretada por Paulina Singerman.

## Sinopsis
Para trabajar en la estancia de un misógino un médico se separa de su esposa pero ella lo sigue.

## Reparto
- Mapy Cortés ... María Luz
- Pedro Quartucci ... Dr. Eduardo Tenrrero
- Francisco Álvarez ... Eustaquio Rocha
- Ivonne De Lys ... Urania Rocha
- Alberto Terrones ... Alberto Elortondo
- Ana Arneodo ... Matilde
- Enrique García Satur ... Yatay
- Néstor Deval ... Fernando Méndez
- Fernando Campos
- Iris Portillo ... Pampita

## Comentario
Calki en El Mundo comentó:

«La frívola e intrascendente obra de Malfatti e Insausti sigue su misma línea argumental, con algunos giros accesorios conservando en la mayoría de las situaciones su acento teatral.»